# Adhemarius germanus
Adhemarius germanus är en fjärilsart som beskrevs av Jose Francisco Zikán 1934. Adhemarius germanus ingår i släktet Adhemarius och familjen svärmare. Inga underarter finns listade i Catalogue of Life.